# Палтиниш-Чук (Харгита)
Палтиниш-Чук (рум. Păltiniș-Ciuc) насеље је у Румунији у округу Харгита у општини Лунка де Сус. Oпштина се налази на надморској висини од 873 m.

## Становништво
Према подацима из 2002. године у насељу је живело 431 становника.

### Попис2002.
| Расподела становништва по националности 2002.‍ | Расподела становништва по националности 2002.‍ | Расподела становништва по националности 2002.‍ | Расподела становништва по националности 2002.‍ | Расподела становништва по националности 2002.‍ |
| --------------------------------------------- | --------------------------------------------- | --------------------------------------------- | --------------------------------------------- | --------------------------------------------- |
|                                               |                                               |                                               |                                               |                                               |
| Мађари                                        | Мађари                                        |                                               | 430                                           | 100,0%                                        |